# لئونوف (دهانه)
لئونوف یک دهانه برخوردی در ماه است.